# ラヴ・レヴォリューション
『ラヴ・レヴォリューション』 (It Is Time for a Love Revolution) は、レニー・クラヴィッツの8枚目のアルバム。

## 解説
2004年に発表された前作『バプティズム』以来となるオリジナルアルバムである。映画『L change the WorLd』の主題歌として起用された「アイル・ビー・ウェイティング」などが収録されている。 
同年2月20日にはCD＋DVDの輸入国内仕様である『ラヴ・レヴォリューション　デラックス・エディション』、8月20日には日本企画の来日記念盤『ラヴ・レヴォリューション　デラックス・プラス・エディション』がリリースされた。

## 収録曲
1. ラヴ・レヴォリューション / Love Revolution
2. ブリング・イット・オン / Bring It On
3. グッド・モーニング / Good Morning
4. ラヴ・ラヴ・ラヴ / Love, Love, Love
5. イフ・ユー・ウォント・イット / If You Want It
6. アイル・ビー・ウェイティング / I'll Be Waiting
ワーナー・ブラザース映画配給映画『L change the WorLd』 主題歌
7. ウィル・ユー・マリー・ミー / Will You Marry Me
8. アイ・ラヴ・ザ・レイン / I Love the Rain
9. ロング・アンド・サッド・グッドバイ / A Long and Sad Goodbye
10. ダンシン・ティル・ドーン / Dancin' Til Dawn
11. ディス・モーメント / This Moment Is All There Is
12. ニュー・ドア / A New Door
13. バック・イン・ベトナム / Back In Vietnam
14. アイ・ウォント・トゥ・ゴー・ホーム / I Want To Go Home

### ボーナス・トラック
1. アンチャーテッド・テライン / Uncharted Terrain
2. コンフューズド / Confused

## チャート

### 週間チャート
| チャート                               | 最高位 |
| -------------------------------------- | ------ |
| オーストラリア (ARIA)                  | 47     |
| オーストリア (Ö3 Austria)              | 2      |
| ベルギー (Ultratop Flanders)           | 4      |
| ベルギー (Ultratop Wallonia)           | 9      |
| カナダ (Billboard)                     | 5      |
| デンマーク (Hitlisten)                 | 17     |
| オランダ (MegaCharts)                  | 2      |
| フィンランド (Suomen virallinen lista) | 9      |
| フランス (SNEP)                        | 5      |
| ドイツ (Offizielle Top 100)            | 3      |
| ギリシャ                               | 14     |
| ハンガリー                             | 16     |
| イタリア (FIMI)                        | 3      |
| 日本 (オリコン)                        | 10     |
| メキシコ                               | 38     |
| ニュージーランド (RMNZ)                | 30     |
| ノルウェー (VG-lista)                  | 28     |
| ポーランド                             | 2      |
| ポルトガル (AFP)                       | 11     |
| スコットランド (OCC)                   | 49     |
| スペイン (PROMUSICAE)                  | 6      |
| スウェーデン (Sverigetopplistan)       | 17     |
| スイス (Schweizer Hitparade)           | 1      |
| UK アルバムズ (OCC)                    | 42     |
| US Billboard 200                       | 4      |

### 年間チャート
| チャート (2008年) | 順位 |
| ----------------- | ---- |
| ドイツ            | 44   |